# Szlenkier, Wydżga i Weyer

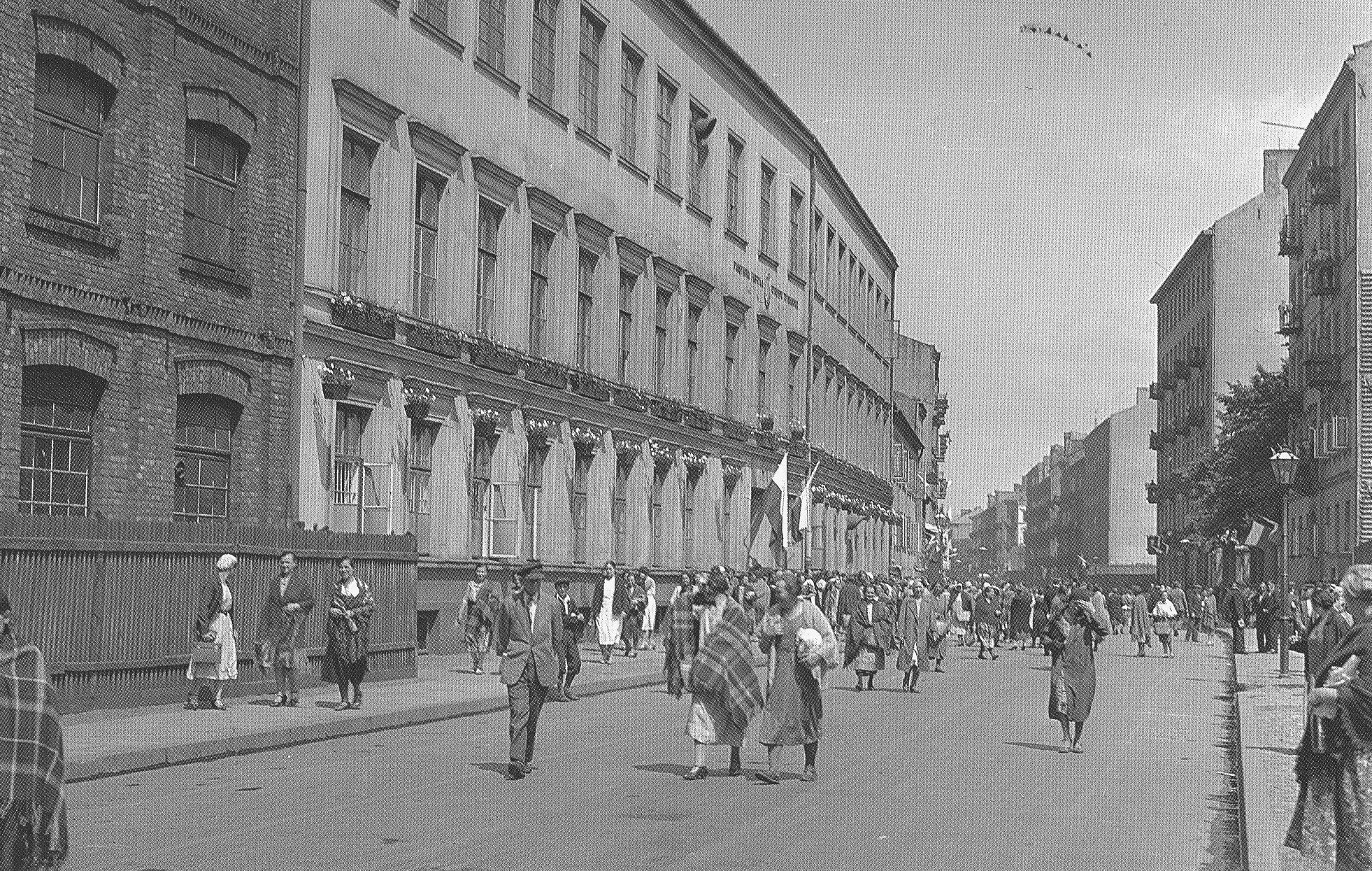
Die von Fabriken und Mietshäusern gesäumte Warschauer Dzielna-Straße in der Zwischenkriegszeit

Die Fabryka Firanek, Tiulu i Koronek Szlenkier, Wydżga i Weyer S. A. (dt.: Gardinen-, Tüll- und Spitzenfabrik „Szlenkier, Wydżga und Weyer“) war ein bedeutendes Warschauer Unternehmen der Textilindustrie. Die auf Gardinen-, Tüll- und Spitzenherstellung spezialisierte Fabrik wurde im Zweiten Weltkrieg zum Teil zerstört; nach dem Krieg wurde die Produktion nicht wieder aufgenommen und die Fabrik abgerissen.

## Geschichte
Im Jahr 1888 gründete der Unternehmer Karol Jan Szlenkier mit Stanisław Wydżga und William Weyer die Fabryka Firanek, Tiulu i Koronek „Szlenkier, Wydżga i Weyer w Warszawie“, Spółka firmowa – ein Unternehmen zur Herstellung von Gardinen und Vorhängen. Ebenfalls wurden Spitze und Tüll, die in der Schneiderei- und Dessousindustrie verwendet wurden, produziert.
Szlenkier finanzierte das neue Unternehmen. Er stammte aus einer Unternehmerfamilie und war mit der Verarbeitung von Fellen und Leder wohlhabend geworden. Stanisław Wydżga (1850–1919) war Rechtsanwalt und Kunstsammler. Er heiratete 1891 die Szlenkier-Tochter Maria Anna und war einige Jahre lang Mitglied in der Geschäftsleitung des gemeinsamen Unternehmens, ab 1900 nur noch in juristischen Belangen. Über William Weyer († 1917) ist wenig bekannt, er war vermutlich für den Produktionsprozess verantwortlich.

### Gründungszeit
Die Fabrikanlage wurde auf drei Parzellen (87, 89 und 91) in der Dzielna-Straße im Warschauer Stadtteil Muranów des Distriktes Wola errichtet, als Adresse wurde Dzielna 91 (Hypothekennummer 2370C) geführt. In der Dzielna-Straße entstanden zu der Zeit verschiedene Fabrikanlagen, darunter eine Druckerei, eine zur Herstellung von kohlensäurehaltigem Trinkwasser sowie eine Tabakfabrik (Fabryka Papierosów i Tytoniu „Noblesse”). Später wurden in der Straße weitere Fabriken (zur Konserven-, Ketten- und Korsett-Herstellung) und Mietshäuser errichtet. Zunächst wurde ein zweistöckiges Fabrikgebäude erstellt, im Folgejahr kamen weitere Gebäude dazu. Nach Abschluss aller Bauarbeiten bestand die Anlage aus drei parallel liegenden zwei- bis viergeschossigen Fabrikgebäuden, die durch zwei kleine, querverlaufende Innenhofflügel verbunden waren. Das Hauptgebäude des Werks hatte die Adresse Dzielna 89. Die Fabrik verfügte über einen Schornstein, der – wie die Fertigungshallen auch – aus Ziegelstein errichtet worden war. Die Fabrikgebäude waren funktional gestaltet und verfügten nur über wenige architektonische Formen; die Fenster waren mit Bogenstürzen versehen, Fassadenachsen durch Pilaster gegliedert, es gab Gesims zwischen den  Stockwerken und kaum ausgestaltete Giebel.
Die Fabrik bestand aus einer Webereihalle, einem Kesselraum, einem Trockenraum und einer Stickereiwerkstatt. Einige der verwendeten Webmaschinen wurden von Warschauer Fabrikanten hergestellt, Geräte mit komplexerer Konstruktion mussten aus England importiert werden. Das betraf auch Anlagen zum Färben von Stoffen. Vorarbeiter wurden in England angeworben, da es solche Spezialisten in Polen nicht gab. Zunächst (1888) wurden 97 Arbeiter beschäftigt, nach dem ersten Betriebsjahr waren es bereits rund 200, darunter 150 Frauen. Zusätzlich wurde die Produktion von Flanell und Filz aus Abfallmaterialien aufgenommen. 1893 wurden bereits über 500 Menschen beschäftigt. In der Dzielna befanden sich auch das Rohstofflager, die Buchhaltung, die Verwaltung sowie die technische Abteilung und der Einkauf. Ein weiteres Lager wurde in der Nalewki-Straße 29 unterhalten.
Das Unternehmen spezialisierte sich auf die Herstellung von hochwertigen Vorhängen aus Seide, Tüll und Spitze. Zum Angebot gehörten Jacquardvorhänge, gewebte Vorhänge, Seiden- und Baumwolltüll. Das Werk entwickelte sich in diesen Produktgruppen rasch zum Branchenführer. Es „…... überholte alle Konkurrenten“. Das Unternehmen konnte die Marktführerschaft bis zum Zweiten Weltkrieg halten.
In seinen Fabriken sorgte Szlenkier für die Einrichtung sozialer Institutionen und Programme für die Beschäftigten. Dazu gehörten Altersvorsorge, Krankenversicherung und ein Prämiensystem für langjährige Mitarbeiter. Bereits 1880 hatte er verschiedene Programme in seiner Gerberei eingeführt. Auch im Werk in der Dzielna-Straße wurden eine Schule für die Kinder der Mitarbeiter und eine Handwerksschule geschaffen. Ein solches Verhältnis eines Fabrikanten zu seinen Arbeitern war im 19. Jahrhundert eher selten.
Nach dem Tod Szlenkiers wurde das Unternehmen von seinem Sohn Karol Stanisław (1884–1944) übernommen, einem ehemaligen Schüler Wilhelm Conrad Röntgens. Szlenkier junior ging dazu eine Partnerschaft mit seinem Neffen Stanisław Wydżga (1896–1938) – dem Sohn des Partners und Schwiegersohn seines Vaters – ein. Von 1903 bis 1907 leitete der spätere Politiker Stefan Laurysiewicz (1867–1935) die Fabrik.
Ein weiterer Fabrikdirektor war der Hochschullehrer der Technischen Universität Warschau, Adam Trojanowski (1864–1933). Vor dem Ausbruch des Ersten Weltkrieges wurden im Werk über 500 Arbeiter beschäftigt, der Jahresumsatz erreichte 400.000 Rubel.

### Erster Weltkrieg und Zwischenkriegszeit
Im Jahr 1923 wurde das Unternehmen in eine Aktiengesellschaft umgewandelt. Am 14. Mai 1923 wurde die neue Firmierung im Handelsregister eingetragen (RHB 2671). Als Gegenstand der Gesellschaft wurde die Übernahme und Weiterentwicklung der Szlenkier, Wydżga i Weyer w Warszawie, Spółka firmowa festgestellt. Aktienkapital 200.000.000 Polnische Mark, voll eingezahlt, aufgeteilt auf 2000 Aktien. Die Geschäftsleitung bestand aus Jan Zaborowski, Juljan Henneberg, Stanisław Wydżga und Karol Szlenkier. Im Jahr 1924 betrug das Aktienkapital 1,6 Mio. Złoty (8000 Aktien) und 1928 drei Millionen Złoty. In der Zwischenkriegszeit waren zwischen 350 und 380 Arbeitern beschäftigt.
Die Produkte des Unternehmens wurden mehrfach auf Messen ausgezeichnet. Bereits 1896 hatte das Unternehmen eine Goldmedaille bei der Allrussischen Industrie- und Handwerksausstellung in Nischni Nowgorod erhalten. Auch auf der Powszechna Wystawa Krajowa („PeWuKa“; dt.: Allgemeine Polnische Landesausstellung) in Posen im Jahr 1929, einer mehrere Monate dauernden Leistungsschau der polnischen Wirtschaft mit mehr als 4 Millionen Besuchern, wurde dem Unternehmen, das im Pavillon 14 ausstellte,  eine große Goldmedaille verliehen. In einer Anzeige in der Tageszeitung im Kurjer Warszaski bedankten sich die Mitarbeiter des Unternehmens für den erfolgreichen Einsatz der Geschäftsleitung auf der Ausstellung. 1934 wurde ein Logo in das Patentregister eingetragen: ein Dampfsegelschiff – mit den Initialen der Eigentümer auf einem Segel („S.W & W“).
In den Jahren 1935 bis 1936 wurde in der Fabrik eine Betriebsschule eingerichtet. Eine ebenfalls geplante Erweiterung einer bestehenden Halle wurde nicht mehr umgesetzt. Die Bilanz des Jahres 1937 wies ein Anlagevermögen von 4,27 Millionen Złoty aus, wovon das Grundstück mit 346.000, die Gebäude mit 1,29 Millionen, der Maschinenpark mit 2,57 Millionen und der Lagerbestand mit 63.000 Złoty bewertet wurden. Der erwirtschaftete Gewinn in diesem Geschäftsjahr betrug 109.000 Złoty.
Bis 1939 wurden die Produkte der Fabrik über ein anderes Textilunternehmen, an dem die Szlenkiers ebenfalls beteiligt waren, vertrieben. Weitere Gründungsgesellschafter der „Szlenkier, Gettlich i Spółka“ S.A. in der Ulica Świętojerska 10 waren Wanda Gettlich und Jan Zaborowski. Niederlassungen wurden in Łódź, Lemberg und Wilno unterhalten. Großhändler in Danzig, Katowice, Krakau, Posen und Włocławek führten Waren von „Szlenkier, Wydżga i Weyer“.

### Zweiter Weltkrieg und Nachkriegszeit
Nach der Einnahme Warschaus 1939 ließen die deutschen Besatzer die Produktion umstellen. Statt Gardinen wurden Tarnnetze für schweres Gerät und Geschütze aus billigem Material, teilweise Papier, hergestellt. Von einem Bahnhof in Warschau-Okęcie wurden diese Schutznetze an die Westfront und später an die Ostfront geschickt.
Seit 1940 lag die Dzielna-Straße innerhalb des von den deutschen Behörden geschaffenen Warschauer Ghettos. Karol Szlenkier wurde zu Beginn des Warschauer Aufstandes im Gefängnis der Gestapo in der Warschauer Szucha-Allee ermordet. Am 28. September 1945 wurden die bisherigen Vorstandsmitglieder Karol Szlenker, Rudolf Weyer, Antoni Żubrewicz und Bohdan Chrzamowski aus dem Handelsregister gestrichen; als neue Vorstände wurden Tadeusz Wydmuch, Bolesław Wydżga, Jan Zaborowski (dJ) und Tadeusz Szlenkier berufen. Der Betrieb des Fabrik wurde nach dem Krieg jedoch nicht mehr aufgenommen.
Am westlichen Ende der Dzielna waren einige Mietshäuser sowie Teile der Szlenkier-Fabrik erhalten geblieben. Die Fabrikgebäude wurden enteignet und als möglicher Standort für die geplante Einrichtung des Museums des Warschauer Aufstandes in Betracht gezogen. 1985 wurden die leerstehenden Gebäude abgerissen. Auf dem Fabrikgrundstück wurden Wohnblöcke errichtet und ein Parkplatz eingerichtet.

## Nachwirken
Im Zentralen Textilmuseum in Łódź (Centralne Muzeum Włókiennictwa w Łodzi) befinden sich in der Sammlung historischer Werbematerialien der polnischen Textilindustrie auch solche von Szlenkier, Wydżga i Weyer.
Zur Würdigung der Unternehmer- und Mäzenatenfamilie Szlenkier wurde eine Straße in Warschau als Szlenkierów-Straße benannt. Sie liegt in der Nähe des evangelisch-augsburgischen Friedhofs, auf dem Unternehmensgründer Jan Karol Szlenkier bestattet ist, und rund 500 Meter vom Standort der ehemaligen Textilfabrik entfernt.
Die Familie Szlenkier und deren Unternehmen wurden auf der Ausstellung „Polen aus freier Wahl. Deutschstämmige Familien in Warschau im 19. und 20. Jahrhundert“  im Jahr 2010 in Warschau thematisiert. Die Ausstellung wie auch eine entsprechende Publikation wurde unter der Schirmherrschaft der Warschauer Stadtpräsidentin Hanna Gronkiewicz-Waltz von der Stiftung für deutsch-polnische Zusammenarbeit in Kooperation mit dem Warschauer Dom Spotkań z Historią durchgeführt. Später kam es zu einer im Umfang reduzierten Präsentation in der Dreifaltigkeitskirche in Warschau, im Berliner Rathaus sowie im Kraszewski-Museum in Dresden.